# Лёве, Карл
Иоганн Готфрид Карл Лёве (нем. Johann Carl Gottfried Loewe; 30 ноября 1796, Лёбеюн — 20 апреля 1869, Киль) — немецкий композитор, певец (тенор) и дирижёр. Член Берлинской академии искусств.

## Биография
Карл Лёве был двенадцатым ребёнком в семье органиста Андреаса Лёве и его жены Марии; родился в Лёбеюне (Магдебургское герцогство в Пруссии) 30 ноября 1796 года. Музыкальная семья способствовала раннему музыкальному развитию мальчика. В 1807—1809 годах учился в школе и пел в хоре мальчиков в Кётене, пока его семья не переехала в Галле. Там молодой Лёве получал уроки композиции у Даниэля Тюрка и Иоганна Фридриха Рейхардта и пользовался стипендией, назначенной ему королём Вестфалии Жеромом Бонапартом. В 1816 году поступил на богословский факультет Галльского университета. В это время им было написано почти 50 музыкальных произведений, в числе которых была баллада Erlkönig.
После окончания университета в 1820 году перебрался в Штеттин и сделался кантором церкви Св. Иакова и учителем музыки в городской гимназии, а в 1821—1866 гг. занимал должность городского капельмейстера. Он организовывал концерты, на которые приглашал популярных композиторов Пруссии, а также выступал сам. Благодаря его усилиям в Штеттине прозвучали «Страсти по Матфею» и «Страсти по Луке» Иоганна Себастьяна Баха, 9-я симфония Бетховена, а в 1827 году под его управлением состоялась премьера увертюры «Сон в летнюю ночь» Феликса Мендельсона. Лёве был известен не только как композитор, но и как певец. В юности у него было высокое сопрано (в детстве он мог петь партию Царицы ночи в «Волшебной флейте»); впоследствии его голос превратился в прекрасный тенор. Он совершил несколько туров в качестве певца в 1840-х и 1850-х годах, посетив Англию, Францию, Швецию и Норвегию.
В 1829 году был принят в масонскую ложу «Zu den Drei Zeln», которая находилась в Штеттине. В 1837 году стал членом Берлинской академии искусств.
После инсульта в 1864 году силы его восстановились, Лёве продолжал работать, но постепенно сбавил активность и после выхода в отставку последние годы провёл у своей старшей дочери Юлии в Киле, где 20 апреля 1869 года умер и был похоронен.
В 1896 году Карлу Лёве был поставлен памятник в Лёбеюне.

## Творчество
Наследие Лёве разнообразно по жанрам, наиболее ценятся его произведения для голоса с фортепиано (свыше 500, на стихи И. В. Гёте и других немецких поэтов): песни, особенно балладного характера, начиная с Трёх баллад Op. 1 (1824), включавших «Эдварда» на слова Гердера, «Хозяйкину дочку» на слова Уланда и «Лесного царя» (Erlkönig) на слова Гёте. Как указывает Музыкальный словарь Римана, «музыкальная форма баллады создана Лёве в том отношении, что он первый сумел проведением пластического главного мотива придать ей эпическую ширь, не упуская из виду характеристики подробностей».
Кроме того, Карлу Лёве принадлежит 17 ораторий (часть из них были созданы на основе текстов его друга Людвига Гизебрехта), 6 опер, из которых поставлена при жизни автора была только одна, «Три желания» (нем. Die drei Wünsche; 1834), двух симфоний и двух фортепианных концертов. Из композиций Лёве издано всего 145; в том числе 3 струнных квартета, фортепианное трио, фортепианные сонаты.

## Семья
В 1821 году он женился на Юлии фон Якоб, которая умерла в 1823 году. Его вторая жена, Августа Ланге (1805—1895), была в своё время популярной певицей, с которой они вместе с большим успехом выступали в его ораториях.

## Комментарии
1. ↑  Имеются сведения, что баллада была написана в 1817—1818 годах, а в 1824 году Карл Лёве представил её публике. По мнению некоторых музыковедов, она достойно соперничает с гораздо более известной версией Франца Шуберта.
2. ↑  Его самой известной ученицей, которой он преподавал композицию с 1841 по 1847 год, была Эмилия-Луиза Майер[нем.], о которой он говорил, что «такой Богом данный талант, как у неё, не был дарован ни одному другому человеку, которого он знал».